# Astralium phoebium
Astralium phoebium är en snäckart som först beskrevs av Roding 1798.  Astralium phoebium ingår i släktet Astralium och familjen turbinsnäckor. Inga underarter finns listade i Catalogue of Life.

## Bildgalleri

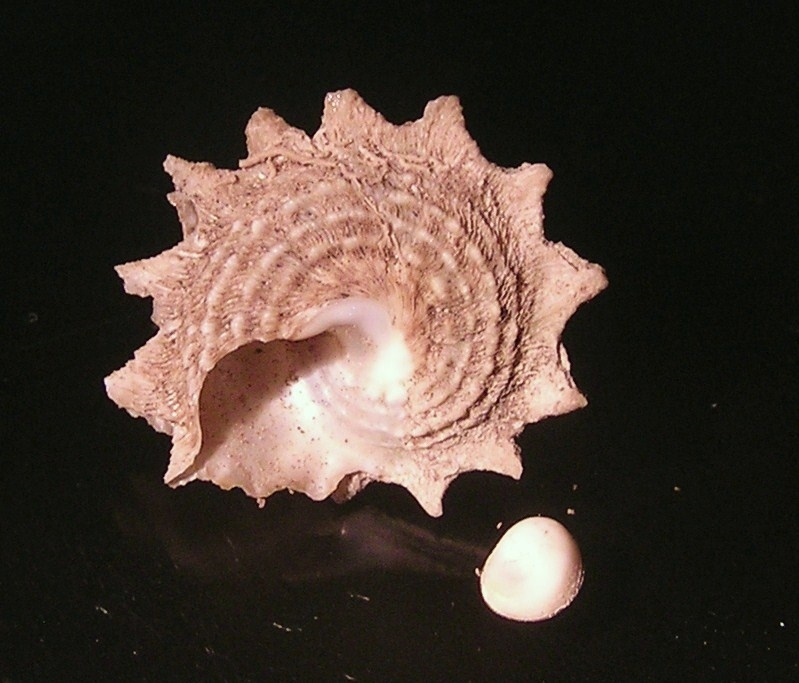
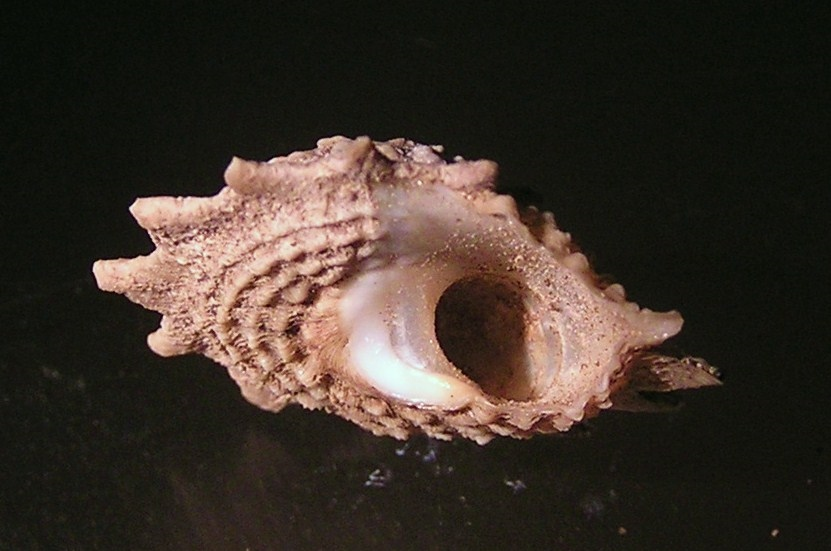
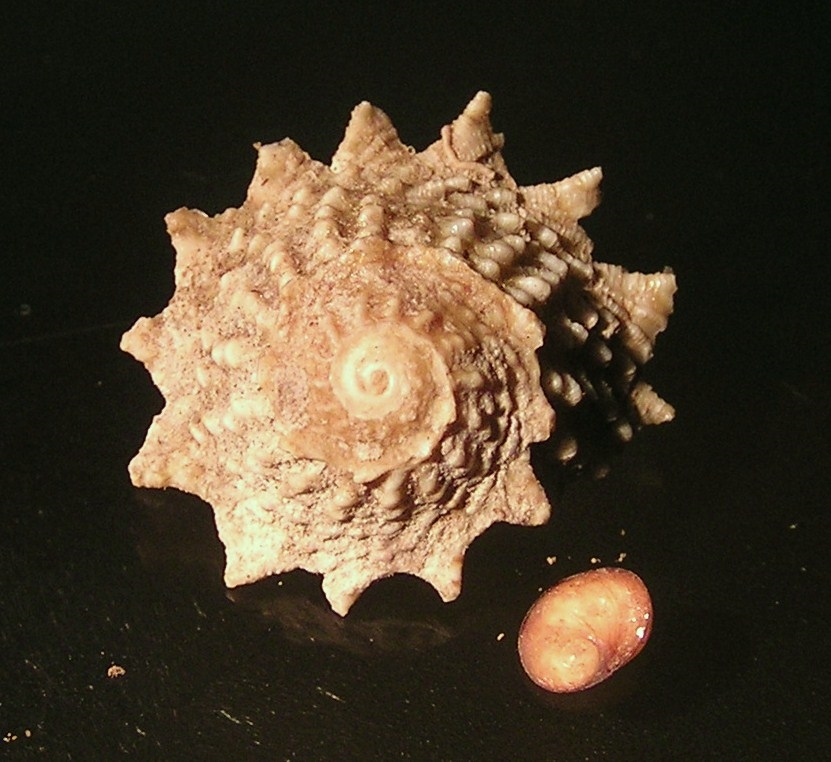